# Kepler-298d
Kepler-298d é um exoplaneta que orbita a estrela Kepler-298, a 473,69 parsecs de distância (1 545 anos-luz). Kepler-298d, que foi descoberto em 2014, orbita a sua estrela na zona habitável. Pensava-se que Kepler-298d fosse um planeta análogo à Terra, porém pesquisas adicionais mostram que a sua atmosfera é de +2,11 na escala HZA (Atmosfera da Zona Habitável, em português), isso significa que o planeta pode ser um planeta oceânico com um gás espesso e atmosfera como anão-gigante.